# 船木勝一
船木勝一（1968年8月24日—），是日本的職業摔角手，目前效力於世界摔角娛樂（WWE）。曾獲得一次WWE輕量級冠軍以及一次WWE硬蕊冠軍。

## 職業生涯
船木勝一最早在藤原組出道，並移籍到將其發揚光大的團體BattlARTS。後來他發現墨西哥式的魯查風格較適合他，於是加入了佐助大帝創立的陸奧摔角。在這團體期間，他加入了TAKA Michionku、狄克東鄉、迪歐男孩、獅龍(現今之KAZU HAYASHI)所屬的海援隊★DX，和佐助大帝率領的正規軍展開抗爭。他也在1997年3月17日在日本拿下了UWA次重量級冠軍。

### 世界摔角娛樂時期

#### Kai En Tai (1998-2001)
1998年3月，船木和迪歐男孩、狄克東鄉一起加入WWF。一開始和TAKA展開抗爭，並且在Over The Edge 1998一場讓步賽中擊敗TAKA和JBL。但在同年的夏日衝擊大賽中輸給了TAKA和The Headbangers。
TAKA最終還是轉反派重回該團體。1998年的夏日衝擊大賽，海援隊在一場讓步賽中輸給了Oddities(怪物軍團)的成員Kurrgan，Giant Sliva，Golga。經過一段時期後，海援隊轉型成雙打。1999年，迪歐和東鄉同意TAKA和船木脫離海援隊。TAKA經常在比賽前運用配音，發表兩人的對話達到二人組的效果，也達成了搞笑的用途，船木也以一句簡單的『INDEED』做回應。
於2000年的摔角狂熱大賽中，船木參加了一場爭奪WWF硬蕊冠軍的「15 minute hardcore battle royal」。他藉由JBL使出的跳水式肩頂衝撞成功壓制Viscera(Big Daddy V)，然而隨後馬上被Rodney所淘汰。同年的殺無赦大賽,船木再次參加hardcore battle royal，輸給了衛冕冠軍成功的Steve Blackman。2001年，海援隊開始參加於PPV的大賽如皇家大賽01、末日審判01之前的dark matches(沒有電視轉播的house show，用來測試新人)。在TAKA辭掉WWF的工作回日本發展後，船木開始負責後台選手賽前的訪問，自稱是「SmackDown頭號記者」，於同時期其也在爭奪WWF次重量級冠軍，他並在二線賽事中找到自我佔有一席之地。

#### Post-Kaientai (2001-2003)
2001年的強者生存大戰,船木參加了一場"Immunity battle royal"的比賽,該場比賽最終是Test獲勝。2002年,世界摔角聯盟由於和某家假道學保育團體的同名官司敗訴,
被迫更名為世界摔角娛樂，Funaki被公司捧為"SmackDown的招牌",相較於其他SmackDown大牌巨星,船木大多數的時間都是在當時名叫"Velocity"的周末節目中
比賽,就是因為其風格很符合這個SmackDowm姐妹節目的名稱."造反有理02"中,船木打敗了Crash Holly.隔年的"致命復仇03"中,船木參加了一場"酒吧幹架試合"最終的結果是由Brasdhaw(JBL)利用啤酒瓶幹掉了Brother Love.

#### Cruiserweight Champion (2004-2005)
船木在2003年左右開始加入次重量級腰帶的爭奪.2004年3月4日,在SmackDown的節目中一場跟頭銜無關的單打比賽中,輸給了當時的次重量級王者查佛葛雷洛.隔週同一個節目,船木參加了一場四對四的多人賽,和Rey,Billy Kidman,究極龍同隊對抗Tajili,Akio(Jimmy Wang Yang),吉米諾波,Sakoda.同年的"摔角狂熱中,參加了一
場"Cruiserweight Open",但被吉米諾波壓制成功遭到淘汰,該場最後的結果是由查佛葛雷洛獲勝.
2004年9月9日的SmackDown,船木在一場頂繩拋出淘汰規則的battle royal中拿到了次重量級王座的挑戰權,該場比賽其他參賽選手分別是查佛葛雷洛,保羅崙敦,
比利金德曼,尚恩摩爾,諾吉歐.同年的"決戰之日04"打敗了史派克達德里,拿到了生涯第一次的WWE次重量級腰帶,之後防衛腰帶成功的對手分別是史派克達德里,
Akio,諾吉歐,查佛葛雷洛.

#### Cruiserweight Division (2005-present)
在2005年的無入可逃大賽,船木以王者的身分參加了一場"次重量擊battle royal"但一開始就被保羅崙敦壓制失去了腰帶,該場最後是由查佛葛雷洛獲勝成為新冠軍.
從那次之後,船木主要擔任新人或是回歸選手"沙包升級包"的角色.同年的決戰之日大賽,在一場暖場賽中輸給了吉米諾波.之後再SmackDown負責訪問當時的次重量級
王者Kid Cash(奇德凱許,目前在TNA),遭到Kid攻擊,在訪問室吃了一記腦部重摔.
隔年"皇家大賽06"船木再次面對奇德凱許.該場是六人同時爭奪次重量級冠軍,其中五位(包括船木)則是以原任冠軍的身分參賽,最終是船木輸給了當時的新任冠軍Gregory Helms.同年的"無路可逃06",船木參加了一場九人次重量級頭銜戰,但最終還是由格里漢斯獲勝,維持其冠軍腰帶.從那之後,開始定期和Scotty 2 Hotty
在SmackDown以及"Velocity"搭檔.然而船木在"Velocity"的節目中失去意識約兩分鐘,被檢查出"第二級腦震盪",在那年過後船木復出回到摔角手身分,
和Scotty 2 Hotty組成雙打,主要是擔任新人出道賽與雙打組合的升級包.
2006年12月31日,船木在獨立團體參加了一場"海援隊復活興行",僅限一夜和TAKA,Dick Dogo,Kaz Hayashi,MEN'S Teio結合進行了一場五對五的多人賽.
2007年2月16日,船木回到了WWE SmavkDown,在會場後台的酒吧裡和其他次重量級選手,包括Gregory Helms劇情上發生衝突.
07年的無入可逃,船木參加了一場次重量級battle royal,雖然使出拿手的橫向身體撲擊但被Gregory Helms反壓制成功遭到淘汰,該廠最後是由查佛葛雷洛獲勝
成為新任王者.同年5月18日,船木在SmackDown負責和最近回歸的Mark Henry打了一場單打賽.6月29日的SmackDown,船木再次對次重量級的選手查佛葛雷洛,
Gregory Helms做出宣戰佈告,但也只是短暫的小風潮.在"迎頭痛擊07"參加了一場次重量級頭銜戰,最後是由小精靈獲勝.12月14日為了SmackDowm的總經理偏袒
Edge的劇情,負責和Edge進行了一場單打賽.08年1月4日,也有在SmackDown中曝光,在一場"最快速擊敗對手決定頭號挑戰者"其中一場單打賽中輸給了查佛葛雷洛.
船木最近在德州一場用來連接SmackDown和ECW的House Show中鼻子受傷,該場比賽的對手是"Double Double E"(WWE)發音不標準的俄國老Vladimir Kozlov.

## 摔角場上的表現

### 冠軍頭銜與成就
德州摔角聯盟
TWA重量級冠軍(一次)
全球摔角聯盟
UWA世界次重量級冠軍(一次)
世界摔角聯盟(世界摔角娛樂)
WWE次重量級冠軍(一次)
WWF硬蕊冠軍(一次)
自稱SmackDown No.1

## 私生活
船木的法語、德語、西班牙語非常流利，這點對他之前能在WWE西班牙語節目中有一定的曝光度有所幫助，該節目名叫"Los Super Astros"由西班牙電視台"Univison"轉播。他已婚，育有一子一女
在真實世界中和Stone Cold Steve Austin以及前WWE女選手Lita交情深厚.身為德州人的Austin建議船木在德州安頓下來，船木喜歡上美國的生活，並一直維持著與Austin的友誼。
2007年8月30日，船木和其他九位WWE巨星被一家知名的雜誌運動畫刊指出使用不被WWE"巨星健康方案"認可的非法類固醇藥物，在這之前船木曾在2006年3月被指出持有過生長激素。
目前船木雖然在電視上的曝光度不高，但在地方的巡迴賽也是個很重要的Jobber(沙包升級包)，也擔任訓練年輕新人的工作。
船木由於基本功非常扎實,摔角中各種基本招式的施招與受招都沒問題,公司高層也給予其"摔角職人"的評價,並且對於年輕選手的訓練也很在行,
經常擔任年輕選手出道賽的對手,其海援隊的商標也被WWE認可,是目前唯一一位WWE日本選手,也是日本人在海外發展最久的摔角手(11年)
船木的妻子在德州經營可麗餅店的生意,其個人商品目前只在日本限定發行販賣.